# Xã Lodi, Michigan
Xã Lodi (tiếng Anh: Lodi Township) là một xã thuộc quận Washtenaw, tiểu bang Michigan, Hoa Kỳ. Năm 2010, dân số của xã này là 6.058 người.